# Abisara echerius
Abisara echerius is een vlinder uit de familie van de prachtvlinders (Riodinidae). De spanwijdte bedraagt tussen de 40 en 50 millimeter.
De vlinder komt voor in het Oriëntaals gebied waar de rups leeft van de Embelia robusta.